# عریمه
عریمه (به عربی: عریمة) یک روستا در سوریه است که در ناحیه عریمه واقع شده‌است. عریمه ۲٬۸۳۹ نفر جمعیت دارد.